# Paul Krenz
Paul Krenz (Berlín, 19 de noviembre de 1991) es un deportista alemán que compite en bobsleigh en las modalidades doble y cuádruple.
Ganó dos medallas de bronce en el Campeonato Mundial de Bobsleigh y Skeleton, en los años 2019 y 2020, y una medalla de bronce en el Campeonato Europeo de Bobsleigh de 2020.

## Palmarés internacional
| Campeonato Mundial | Campeonato Mundial    | Campeonato Mundial | Campeonato Mundial |
| Año                | Lugar                 | Medalla            | Prueba             |
| ------------------ | --------------------- | ------------------ | ------------------ |
| 2019               | Whistler (Canadá)     | Medalla de bronce  | Doble              |
| 2020               | Altenberg (Alemania)  | Medalla de bronce  | Cuádruple          |
| Campeonato Europeo |                       |                    |                    |
| Año                | Lugar                 | Medalla            | Prueba             |
| 2020               | Winterberg (Alemania) | Medalla de bronce  | Cuádruple          |